# Jaime Font y Escolá
Jaime Font y Escolá (Badalona, 1834-Madrid, 1880) fue un ingeniero español.

## Biografía
Nacido en Badalona, cursó estudios de ingeniería y fue ingeniero de caminos, canales y puertos. Realizó buena parte de su carrera profesional en el suroeste de España, interviniendo en diversas obras públicas. En la provincia de Cádiz fue autor de los faros de Bonanza, Rota, Chipiona, Isla Verde y Punta Carnero, así como de la red de caminos de Jerez de la Frontera. Dirigió los trabajos de construcción de la línea Sevilla-Huelva, siendo también autor de la estación de Huelva-Término y del resto de estaciones del trazado, todas ellas realizadas en estilo neomudéjar. Así mismo, llegó a ser director de la Junta de Obras del Puerto de Sevilla entre 1871 y 1879. 